# Eunicea asperula
Eunicea asperula is een zachte koraalsoort uit de familie Plexauridae. De koraalsoort komt uit het geslacht Eunicea. Eunicea asperula werd in 1857 voor het eerst wetenschappelijk beschreven door Milne Edwards & Haime. 